# Institution of Structural Engineers
Die Institution of Structural Engineers, IStructE abgekürzt, ist eine weltweit tätige Berufsorganisation für konstruktiven Ingenieurbau. Sie ist im Vereinigten Königreich ansässig und hat über 23.000 Mitglieder in 105 Staaten. Die Institution fördert und zeichnet professionelle Bauingenieure aus und gibt regelmäßig das Fachjournal The Structural Engineer aus.

## Geschichte
Die Institution of Structural Engineers wurde am 21. Juli 1908 im Ritz Hotel in London als Concrete Institute gegründet. Hintergrund war die Notwendigkeit, Standards und Regeln bei der Verwendung von Beton im industriellen Bauwesen festzulegen. Treibende Kraft hinter der Gründung war der Architekt Edwin Sachs (1870–1919), der 1897 das britische Brand-Vorsorge-Komitee gegründet hatte. Der erste Hauptsitz wurde in der Londoner Pall Mall am Waterloo Place Nr. 8; erster Präsident der Gesellschaft war Robert Windsor-Clive, 1. Earl of Plymouth.
Gegründet wurde das Concrete Institute als gemeinnützige Gesellschaft mit beschränkter Haftung, die sich am 28. September 1922 in Institution of Structural Engineers umbenannte. Die Gesellschaft wollte damit deutlich machen, dass sämtliche Belange und Aspekte des konstruktiven Ingenieurbaus durch sie abdeckt werden. 1925 hatte der Verband 1.700 Mitglieder. In den 1920er Jahren wurden Qualifizierungsmaßnahmen für Ingenieure eingeführt und regionale Niederlassungen gegründet. Am 4. Mai 1934 setzte man die sogenannte Royal Charter auf, eine königliche Satzung, die der Körperschaft einen besonderen Status verleiht. Die erste Niederlassung außerhalb Großbritanniens wurde in Südafrika 1937 gegründet.
Mittlerweile ist die Institution of Structural Engineers in 32 Ländern vertreten und hatte 2008 weltweit 23.977 Mitglieder.

## Organisation

### Mitglieder
Die Mitglieder der Institution of Structural Engineers gliedern sich in unterschiedliche Stufen. Es gibt unter anderem Stufen für angehende Ingenieure (Student Member), ausgebildete Fachkräfte, assoziierte Mitglieder und den Fellow. Mitglieder und Fellows bezeichnet man als chartered engineer. Mitglieder durchlaufen interne Aufnahmeprüfungen, die einmal jährlich am ersten Freitag im April stattfinden. Die siebenstündige Prüfung untersucht die Aufnahmekandidaten auf ihre Fähigkeiten im konstruktiven Ingenieurbau, Design und Praxis. Der Kandidat muss ein Gespür für die Prinzipien der Tragwerksplanung besitzen sowie die Lösung angemessen umsetzten und präsentieren können.

### Struktur
Die Gesellschaft wird an der Spitze durch einen Rat geführt, der aus einem amtierenden Präsidenten, vier künftigen und vier früheren Präsidenten geleitet wird sowie weiteren für drei Jahre gewählten Mitgliedern an der Spitze, Vertretern der regionalen Niederlassungen und weiteren ausgewählten Mitgliedern. In Großbritannien arbeiteten 2008 insgesamt 49 Vollzeitkräften für die Verwaltung der Organisation.

### Aufgaben und Leistungen
Die Institution of Structural Engineers ist eine Organisation, welche die Ausbildung und die Tätigkeit von Bauingenieuren durch verschiedene Maßnahmen fördert und unterstützt. Dazu stellt sie beispielsweise eine Bibliothek mit über 60.000 Medien zur Verfügung. Dort finden sich Bücher, Aufzeichnungen, technische Berichte und Journale seit dem 18. Jahrhundert. Darüber hinaus publiziert die Gesellschaft auch eigene Bücher oder gibt Studien in Auftrag. Seit 1923 erscheint die Fachzeitschrift Structural Engineer, die mittlerweile zweimal monatlich erscheint.

### Preise
Die Institution of Structural Engineers vergibt eine Reihe von Preisen und Auszeichnungen und ehrt einzelne Bauingenieure für ihre Leistungen.
Structural Awards
Mit dem Structural Award werden seit 1968 Infrastruktureinrichtungen und Bauwerke ausgezeichnet. Im Jahr 2006 gestaltete man diese Auszeichnung um und ergänzte sie um zehn Disziplinen. Mit dem Supreme Award werden Organisationen und Büros für die besten ingenieurtechnischen Leistungen ausgezeichnet. Sie gilt als höchste britische Auszeichnung in diesem Bereich. Mit dem Supreme Award wurden in den letzten Jahren folgende Bauwerke bzw. Büros ausgezeichnet:
- 2003: Gateshead Millennium Bridge, Gifford
- 2004: David L. Lawrence Convention Center, Dewhurst Macfarlane & Partners / Goldreich Engineering PC
- 2005: nicht verliehen
- 2006: Sungai Prai Bridge, Dar Al-Handasah Consultants
- 2007: Savill Building, Buro Happold
- 2008: London Heathrow Terminal 5, Arup
- 2009: Infinity Footbridge, Expedition Engineering
- 2010: Stonecutters Bridge, Arup
- 2011: London Olympic Velodrome, Expedition Engineering
- 2012: Verstärkung der West Gate Bridge, Ingenieure Flint & Neill Limited
- 2013: Jantsekiang-Brücke Taizhou (Taizhou Yangtze River Bridge), Jiangsu Provincial Communications Planning and Design Institute
- 2014: Glass Lantern, Apple Zorlu, Glaskuppel des Apple-Center in Istanbul, Ingenieur Eckersley O’Callaghan
- 2015: Singapore Sports HUB, größte freigespannte Kuppel für das Sportstadium in Singapur, Ingenieure: Arup
- 2016:  Grandview Heights Aquatic Centre, Surrey in Kanada, Ingenieure Fast & Epp
- 2017: British Airways i360, Ingenieurbüro Jacobs
- 2018: Tamina-Brücke Pfäfers, Kanton St. Gallen, Leonhardt, Andrä und Partner

Goldmedaille
Die höchste Auszeichnung der Gesellschaft ist eine seit 1922 verliehene Goldmedaille.
- 1922: Henry Adams
- 1953: John Baker
- 1957: Eugène Freyssinet
- 1958: Hardy Cross
- 1960: Félix Candela Outeriño
- 1962: William Glanville
- 1964: John Guthrie Brown
- 1967: Pier Luigi Nervi
- 1968: Alfred Pugsley
- 1971: Knud Johansen
- 1972: Yves Guyon
- 1973: Ove Arup, Charles Husband
- 1975: Fritz Leonhardt
- 1977: Oleg Kerensky
- 1979: Nathan M. Newmark
- 1980: Riccardo Morandi
- 1981: Alec Skempton
- 1984: Alan Harris
- 1985: Frank Newby
- 1986: Michael Horne
- 1987: Alan Garnett Davenport
- 1988: Anthony Flint, Jack Zunz
- 1990: Jörg Schlaich
- 1991: Edmund Happold
- 1991: Olgierd Cecil Zienkiewicz
- 1992: Santiago Calatrava
- 1994: Anthony Hunt
- 1996: Michel Virlogeux
- 1997: John Burland, Frederick Michael Burdekin
- 1999: William Ian Liddell
- 2000: Duncan Michael
- 2001: Cheng Hon Kwan
- 2003: Sam Thorburn
- 2004: Leslie E. Robertson
- 2005: John Roberts
- 2006: Roger Johnson
- 2007: Joseph Locke
- 2008: Mike Glover
- 2009: David A. Nethercot
- 2010: William F. Baker
- 2011: Allan Mann
- 2012: Paul Westbury, Chris Wise
- 2013: Man-Chung Tang
- 2014: Tristram Carfrae
- 2016: Robert A. Halvorson
- 2017: Jo da Silva
- 2018: Ding Jiemin[8]